# Fjoldemål
Fjoldemål eller Fjoldedansk var en sønderjysk dialekt, der blev talt i området omkring landsbyen Fjolde i det sydlige Slesvig / Sønderjylland.
I løbet af 1800-tallet foregik der i de sydlige dele af Slesvig et sprogskifte, hvorved dansk blev afløst af tysk som hverdagssprog. På gesten
holdt det danske sprog sig dog lidt længere end i Angel og Svansø . Især i Fjolde Sogn i Nørre Gøs Herred vedblev mange med at tale sønderjysk. Det skyldtes især sognets isolerede beliggenhed på gesten uden for de store byer og handelsveje. Området omkring Fjolde blev dermed efterhånden til en sproglig ø i et tysk-domineret område.
Fjoldemålet var en af de mest arkaiske danske dialekter og havde blandt andet bevaret personbøjning af verber. Dialekten havde også optaget ord fra det omgivende tysk (fx viinachsman i stedet for julemand).
I 1931 og 1932 foretog sproghistoriker Anders Bjerrum en optegnelse i lydskrift af dialektens ordforråd ved hjælp af lokale meddelere. Blandt dem var Catharina Carstensen fra Bjerndrup, som døde i 1937. Hun var en af de sidste talere af fjoldedansk. I området tales nu overvejende standardtysk, men også nedertysk og sydslesvigdansk.